# Coll de Bena
El Coll de Bena és un coll de carretera rural del límit dels termes comunals d'Enveig i la Tor de Querol, tots dos de l'Alta Cerdanya, a la Catalunya del Nord.
Està situat a 1.591,7 metres d'altitud, al nord-est de Riuters, al sud-est de Salit i al sud-oest de Bena, a la dreta del Riu de Bena, en el lloc on la pista rural esmentada franqueja la carena que separa les valls del Riu de Bena, a llevant, i del Riu de Salit, a ponent.